# (3472) Upgren
(3472) Upgren (1981 EJ10) – planetoida z pasa głównego asteroid okrążająca Słońce w ciągu 4,5 lat w średniej odległości 2,72 j.a. Odkrył ją Schelte Bus 1 marca 1981 roku.